# Begonia ledermannii
Espèce
Begonia ledermannii est une espèce de plantes de la famille des Begoniaceae.
L'espèce fait partie de la section Petermannia.
Elle a été décrite en 1913 par Edgar Irmscher (1887-1968).
Son épithète spécifique rend hommage au botaniste Carl Ludwig Ledermann.

## Répartition géographique
Cette espèce est originaire de Nouvelle Guinée.